# San Vitaliano
San Vitaliano é uma comuna italiana da região da Campania, província de Nápoles, com cerca de 5.564 habitantes. Estende-se por uma área de 5 km², tendo uma densidade populacional de 1113 hab/km². Faz fronteira com Marigliano, Nola, Saviano, Scisciano.

## Demografia
| Variação demográfica do município entre 1861 e 2011                               |
|                                                                                   |
| Fonte: Istituto Nazionale di Statistica (ISTAT) - Elaboração gráfica da Wikipedia |